# علي حمودي
علي حمودي (بالفارسية: علی حمودی) هو لاعب كرة قدم إيراني في مركز ظهير ‏، ولد في 21 مارس 1986 في الأهواز في إيران. شارك مع منتخب إيران تحت 23 سنة لكرة القدم ومنتخب إيران لكرة القدم. أما مع النوادي، فقد لعب مع نادي استقلال أهواز ونادي استقلال طهران ونادي تراكتور سازي ونادي سباهان أصفهان ونادي فولاد خوزستان ونادي مس كرمان.

## وصلات خارجية
- علي حمودي على موقع قاعدة بيانات كرة القدم.إي يو (الإنجليزية)
- علي حمودي على موقع ناشيونال فوتبول تيمز (الإنجليزية)